# Beat of Your Heart
Beat of Your Heart è un singolo del musicista tedesco Purple Disco Machine e della cantante islandese Ásdís,  pubblicato il 26 gennaio 2024 come estratto dall'album Paradise.

## Descrizione
A proposito del brano, Purple Disco Machine ha dichiarato:
.

## Video musicale
Il video è stato pubblicato in concomitanza con l'uscita del singolo, diretto da NDVD.

## Tracce
FLAC, 2024
1. Beat Of Your Heart (Marten Hørger Remix) – 4:02

MP3, WAV, 2024
1. Beat Of Your Heart (Marten Hørger Extended Remix) – 5:33

## Classifiche
| Classifica (2024) | Posizione massima |
| ----------------- | ----------------- |
| Belgio (Fiandre)  | 11                |
| Belgio (Vallonia) | 24                |
| Bielorussia       | 2                 |
| Estonia           | 33                |
| Germania          | 50                |
| Kazakistan        | 3                 |
| Moldavia          | 17                |
| Russia            | 2                 |